# Město Touškov
Město Touškov − miasto w Czechach, w kraju pilzneńskim.
Według danych z 31 grudnia 2003 powierzchnia miasta wynosiła 963 ha, a liczba jego mieszkańców 1 777 osób.

## Demografia
| Rok             | 1970  | 1980  | 1991  | 2001  | 2003  |
| --------------- | ----- | ----- | ----- | ----- | ----- |
| Liczba ludności | 1 495 | 1 657 | 1 641 | 1 712 | 1 777 |

Źródło: Czeski Urząd Statystyczny